# تئور
تئور (به ایتالیایی: Teor) یک کومونه در ایتالیا است که در استان اودینه واقع شده‌است.

## خصوصیات
تئور ۱۶٫۹ کیلومترمربع مساحت و ۲٬۰۲۰ نفر جمعیت دارد و ۱۲ متر بالاتر از سطح دریا واقع شده‌است.